# Pelargonium citronellum
Espèce
Classification phylogénétique

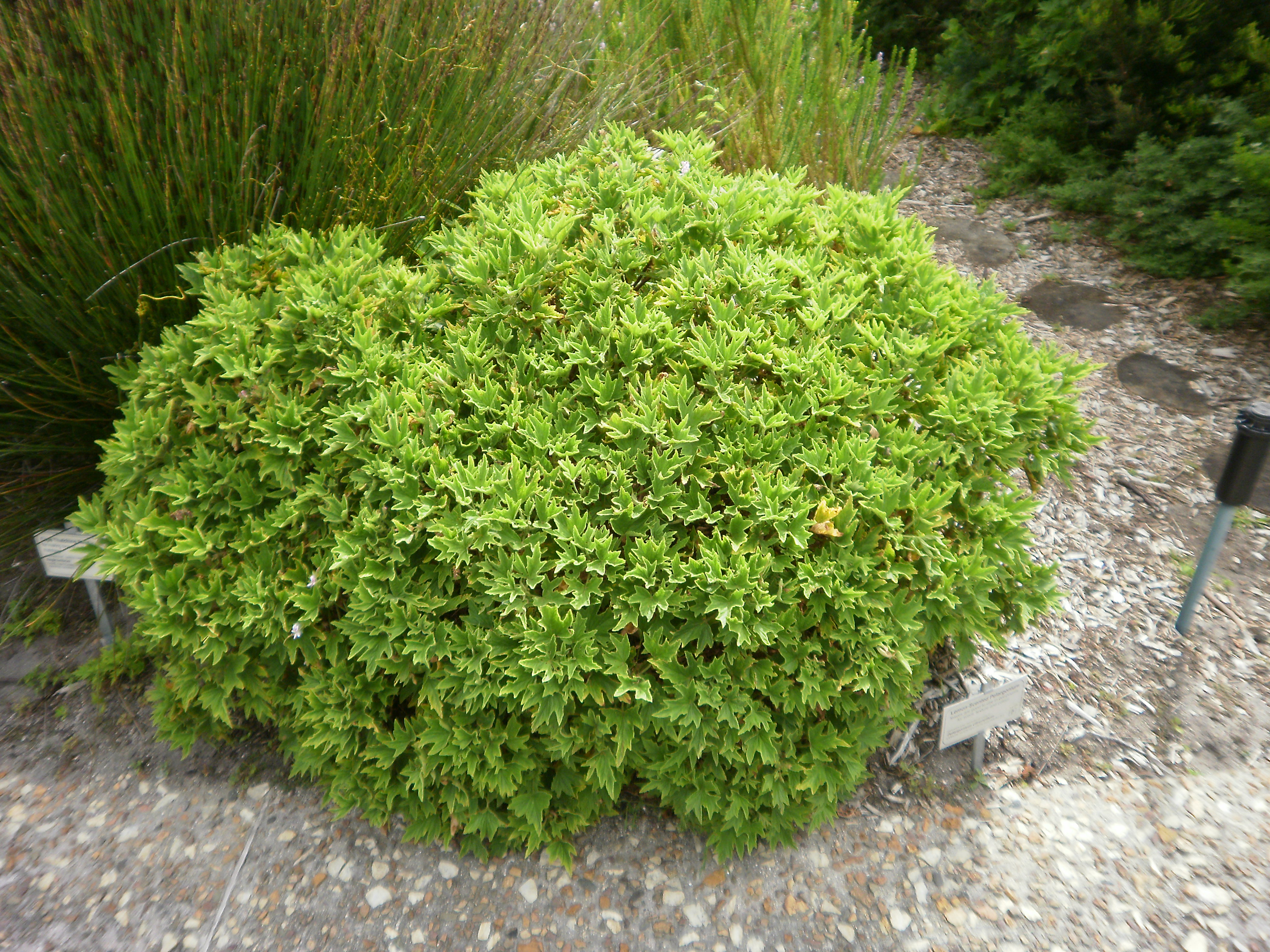
Pelargonium citronellum

Le Pelargonium citronellum ou pélargonium citronnelle est un arbrisseau pérenne, à feuillage à odeur de citronnelle, de la famille des Geraniaceae, originaire d'Afrique du Sud.

## Étymologie et histoire
Le nom générique Pelargonium, en latin scientifique, dérive du grec pelargós (πελαργός), désignant la cigogne, la forme de leur fruit évoquant le bec de l'échassier. L'épithète spécifique citronellum renvoie à la citronnelle dont l'huile essentielle contient un monoterpène nommé citronellol, présent aussi dans l'huile essentielle de Pelargonium.
Cette espèce a longtemps été confondue avec Pelargonium scabrum. Ce n'est qu'en 1983 que Vorster et Van der Walt en donnèrent une description. Les fleurs de P. citronellum sont plus grandes et plus sombres et les feuilles ont une odeur de citron plus prononcée que celles de P. scabrum.

## Description
Le Pelargonium citronellum est un arbrisseau formant une boule compacte, pérenne, au feuillage persistant, aux rameaux d'abord herbacés puis se lignifiant avec l'âge. Il peut atteindre 2 m de haut et s'étaler sur 1 m de large.
Les feuilles et les rameaux sont légèrement couverts de poils ras et de poils glanduleux. La feuille est palmée, avec des lobes largement unis à la base. Les lobes ont un apex pointu. Lorsqu'on froisse les feuilles, elles dégagent une forte odeur de citronnelle.
Les fleurs sont roses, avec des marques rouge magenta sur les deux pétales supérieurs.
En Afrique du Sud, la floraison a lieu le printemps et l'été (d'août à janvier, dans l'hémisphère austral), le summum se situant en septembre-octobre.
Il existe un cultivar nommé 'Mabel Grey' largement cultivé.

## Distribution
Pelargonium citronellum pousse dans une petite zone près du village de Ladismith dans le sud-est du Cap-Occidental,  en Afrique du Sud.  Il est commun sur les contreforts nord des monts Langeberg.
Il croît sur le bord des cours d'eau.

## Composition chimique de l'huile essentielle
Le profil chromatographique de l'huile essentielle de P. citronellol indique la domination de deux composés, le géranial (42,6 %) et le citronellol (30,5 %), suivis par le linalol (3,7 %) et le néral (2,6 %).
Le géranial ou citral A est le constituant majeur de l'huile essentielle de citronnelle et d'autres plantes du genre Cymbopogon. Il est également présent dans les huiles essentielles de verveine, d'orange, de citron…Il a une forte odeur de citron.
Le citronellol est un composant important de l'huile essentielle de rose et de géranium rosat mais ce dernier contient du géraniol et non du géranial.
Ces composés terpéniques donnent à l'huile essentielle de P. citronellum de grandes potentialité comme agent antimicrobien non toxique pouvant être utilisé pour la conservation des aliments.